# Zumpin piccolo
Zumpin piccolo o Zompinetto (in croato Supinić o Šupinić) è uno scoglio disabitato della Croazia e fa parte dell'arcipelago delle isole Brioni, lungo la costa istriana.
Amministrativamente appartiene all'istituzione pubblica del Parco nazionale di Brioni del comune di Pola, nella regione istriana.

## Geografia
Zumpin piccolo si trova nella parte centro-settentrionale dell'arcipelago dei Brioni allo sbocco occidentale di Bocca Stretta (Tisnac) che separa Brioni Minore da Brioni Maggiore. È situato 430 m a sud di Zumpin grande, 305 m a sudovest di Brioni Minore, 735 m a nordovest di Brioni Maggiore e 1,1 km a nord di Gallia. Come il resto dell'arcipelago, è separata dalla terraferma dal canale di Fasana (Fažanski kanal) e, nel punto più ravvicinato (punta Mertolin, rt Mrtulin), dista da essa 5 km.
Zumpin piccolo è uno scoglio di forma ovale irregolare, che misura 80 m di lunghezza, 50 m di larghezza massima e ha una superficie di 1393 m². Al centro, raggiunge un'elevazione massima di 2 m s.l.m.

### Cartografia
- (HR) Mappa topografica della Croazia 1:25000, su preglednik.arkod.hr.